# 성구실

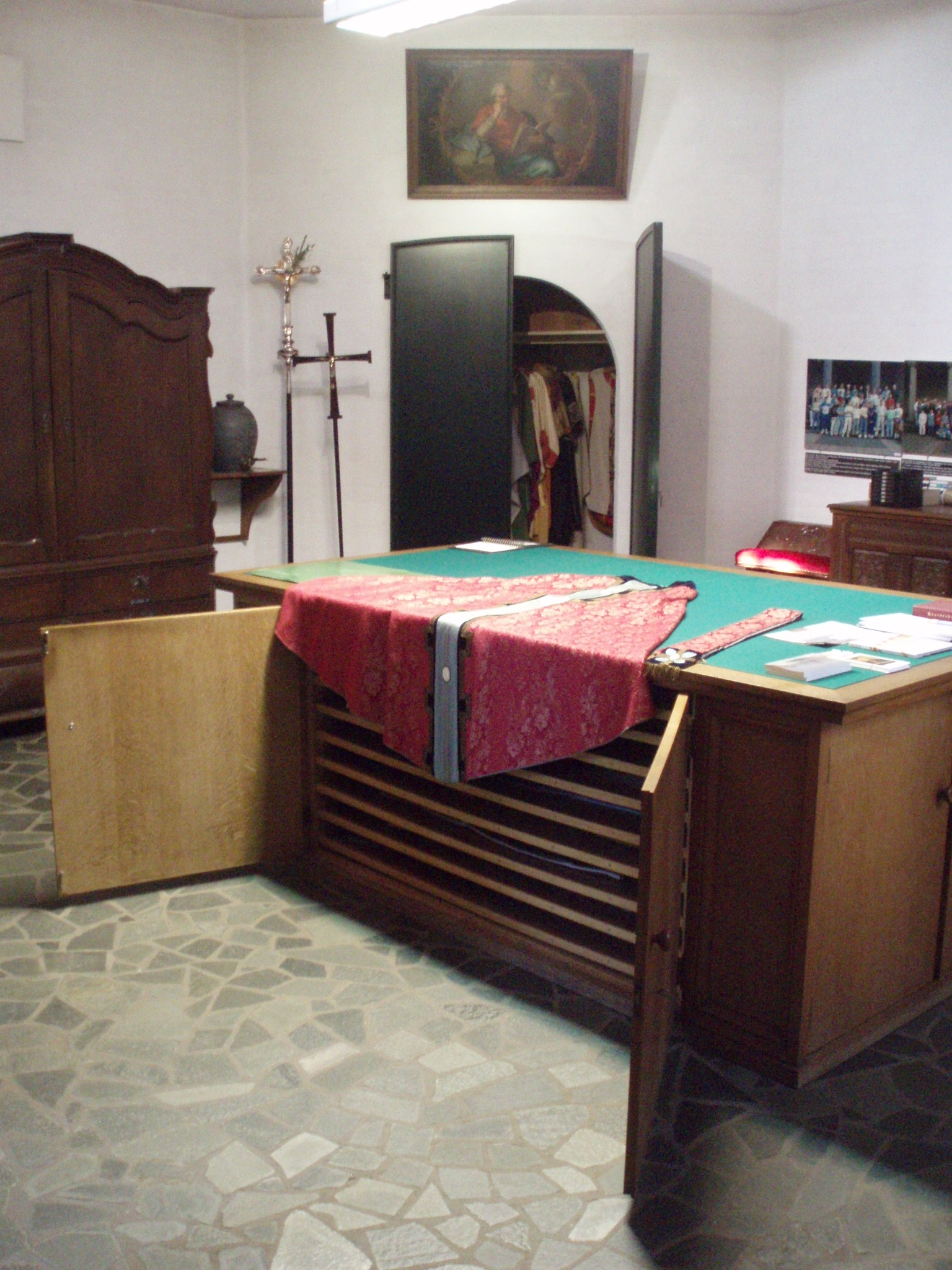
네덜란드 신트마르티누스커르크 교회의 성구실

성구실(聖具室)은 기독교에서 교회나 성당에 제사 도구나 의상 등을 보관하기 의한 일종의 방이다.

## 같이 보기
- 제대포